# У меня в кармане
«У меня в кармане» (латыш. Kabata — дословно «Карман») — музыкальный мультипликационный фильм режиссёра Розе Стиебры, снятый по мотивам произведений Ояра Вациетиса на студии «Телефильм-Рига» в 1983 году.

## Сюжет
Главный действующий герой — сам поэт Ояр Вациетис, прогуливаясь по лесу, он останавливается на мостике, чтобы посмотреть на речку. Внезапно из кармана его пальто начинают выскакивать сказочные персонажи. Это маленькие животные, наделённые человеческими образами. Волей фантазии поэта они начинают жить собственной жизнью, проходящей перед нами калейдоскопом красочных событий, кружатся в танце посреди леса. В финале поэт собирает зверей в карман и продолжает свой путь по тропинке.

## Съёмочная группа
- Автор сценария и режиссёр-постановщик: Розе Стиебра
- Художник-постановщик: Лайма Эглите
- Композитор: Имантс Калныньш
- Художники-мультипликаторы: Майя Бренце, Ева Шмите, Майя Пурвиня, Инесе Персе, Астра Павула
- Художники: Дагмара Эргле, Даце Гулбе, Рута Крейце, Янис Карклиньш, Андрис Гринбергс
- Оператор: Гиртс Фрейманис
- Звукооператор: Язеп Кулбергс
- Редактор: Агрис Редовичс
- Директор: Мета Заке
- Поёт хор мальчиков Музыкальной школы им. Э. Дарзиня, дирижёр Янис Эренштрейтс

## История
Для Розе Стиебры с «У меня в кармане» начался период рисованной мультипликации.

## Награды
Мультфильм победил в номинации «Лучший мультипликационный фильм» на кинофестивале «Большой Кристап» (1983)